# Teisias (attischer Töpfer)
Teisias war möglicherweise ein griechischer Töpfer, tätig in der Mitte des 6. Jahrhunderts v. Chr. in Athen.
Er ist nur bekannt durch eine Inschrift auf einem Fragment einer Randschale aus Naukratis, heute in London, University College N 11. Es ist jedoch nicht sicher, ob es sich dabei um eine Signatur oder um eine Lieblingsinschrift handelt. 
Wenn es sich um einen Töpfer handelt, gehört er zu den Kleinmeistern. Ein Teisias aus Athen arbeitete im späten 6. Jahrhundert als Töpfer in Böotien, die Identität der beiden Töpfer ist aber eher unsicher und unwahrscheinlich.